# Pirveli Liga
Pirveli Liga (georgiska: პირველი ლიგა), var Georgiens andradivision för professionell fotboll 1990-2016. Serien spelades varje år från 1990, samma år som Umaglesi Liga började spelas. Den sista säsongen av ligan hölls hösten 2016 varefter den ersatts med Erovnuli Liga 2 som den nya näst högsta divisionen i georgisk fotboll.
Erovnuli Liga 2 sedan 2017.